# Turová
Turová (in ungherese Zólyomtúr) è un comune della Slovacchia facente parte del distretto di Zvolen, nella regione di Banská Bystrica.